# María Teresa Rodríguez Sáinz-Rozas
María Teresa Rodríguez Saínz-Rozas (Aguilar de Campoo, 1942) es la expropietaria y presidenta de honor de Galletas Gullón.

## Biografía
Nació en Aguilar de Campoo (Palencia), en 1942.[cita requerida]
En 1983, tras el trágico fallecimiento de su marido, José Manuel Gullón, se vio obligada a tomar las riendas de la empresa, que se fundó en 1892 y que hoy en día es la única empresa galletera familiar que se mantiene en el sector. Fue nombrada presidenta del consejo de administración con amplios poderes para dirigir la empresa.
Gracias a su política de reinversión de beneficios y una ambiciosa estrategia de internacionalización, María Teresa Rodríguez Sainz-Rozas ha conseguido situar a Gullón como líder del sector galletero español, con una facturación superior a los 300 millones de euros anuales y con presencia en más de 120 países. Cuentan, además, con dos filiales en Europa, Bolachas Gullón, en Portugal, y Biscotti Gullón, en Italia.
En junio de 2019 se jubiló, dejando al frente de la empresa a su hija Lourdes Gullón Rodríguez.

## Premios y reconocimientos
- Medalla de Oro al Mérito en el Trabajo 2016.[2][3][4]

- Premio a la mujer empresaria del año 2015 concedido por la Federación Española de Mujeres Directivas.[5][6]

- Premio de la Confederación Palentina de Organizaciones Empresariales.[7]

- Premio a la trayectoria de la Empresa Familiar 2017[8]